# Typhlopatsa
Typhlopatsa is een geslacht van kreeftachtigen uit de klasse van de Malacostraca (hogere kreeftachtigen).

## Soort
- Typhlopatsa pauliani Holthuis, 1956